# شيويار (ميانة)
شيويار هي قرية في مقاطعة ميانة، إيران. عدد سكان هذه القرية هو 266 في سنة 2006.